# Streepborstkanarie
De streepborstkanarie (Crithagra striatipectus) is een zangvogel uit de familie Fringillidae (vinkachtigen). De vogel werd in 1891 door  Richard Bowdler Sharpe geldig beschreven als soort Poliospiza striatipectus. Lang werd de soort als ondersoort van de  miombokanarie (C. reichardi) beschouwd, maar sinds 2021 staat de streepborstkanarie (weer) als soort op de IOC World Bird List.

## Verspreiding en leefgebied
De soort komt voor in zuidelijk Soedan, zuidelijk Ethiopië en noordelijk Kenia.